# ریهو سایاشی
ریهو سایاشی (انگلیسی: Riho Sayashi؛ زادهٔ ۲۸ مهٔ ۱۹۹۸) خواننده، رقصنده، و بازیگر اهل ژاپن است.